# Nijkerkerveen
Nijkerkerveen (Nedersaksisch: Niekarkerveen) is een dorp in de gemeente Nijkerk in de Nederlandse provincie Gelderland. Het ligt tussen de kern Nijkerk, Hoevelaken en Amersfoort in.
De kern is ontstaan rond 1900, toen men zich hier ging richten op veeteelt en landbouw. Het dorp is al veel ouder maar werd toen vooral het Veen genoemd. Na 1900 kwam de naam Nijkerkerveen als officiële naam. In de volksmond wordt het dorp nog steeds wel 't Veen genoemd.
Nijkerkerveen bestaat uit een kleine dorpskern met een groot buitengebied dat loopt van Landgoed Slichtenhorst tot Hoevelaken. Westelijk grenst het aan Hooglanderveen (gemeente Amersfoort) en oostelijk aan Zwartebroek (Barneveld). In het oostelijk deel waren veengebieden, grenzend aan bos en heide. In deze gebieden waren kleine waterplassen met riet.
In het westen van het buitengebied ligt Holkerveen, omringd door weilanden en groen.
In oostelijke richting van het dorp lopen de natuurgebieden van het landgoed Slichtenhorst en natuurgebied De Bunt over in een landschap met houtwallen.
Nijkerk is een groeigemeente met ook woningbouwprojecten in Nijkerkerveen, het zogenoemde dorpenmodel.
Nijkerkerveen heeft ook een eigen online krant, de Veense Courant Online.

## Geboren
- Hugo Doornhof (1978), Nederlands politicus
- Scott Deroue (1995), Nederlands motorcoureur
- Donny van de Beek (1997), Nederlands voetballer